# Empress Airport
Empress Airport är en flygplats i Kanada.   Den ligger i provinsen Alberta, i den centrala delen av landet, 2 600 km väster om huvudstaden Ottawa. Empress Airport ligger 669 meter över havet.
Terrängen runt Empress Airport är platt. Trakten runt Empress Airport är nära nog obefolkad, med mindre än två invånare per kvadratkilometer.. Närmaste större samhälle är Empress, 2,0 km norr om Empress Airport.
Trakten runt Empress Airport består i huvudsak av gräsmarker.